# Örjan Johansson
Örjan Johansson, född 12 juni 1947,  är en svensk före detta friidrottare (sprinter). Han tävlade för Rönnskärs IF. 

## Personliga rekord
- 100 m: 10,5 s (Stockholms Stadion, 17 juli 1968)[2]
- 200 m: 22,1 s (Nyköping, 18 juli 1965)[3]

### Fotnoter
1. 1 2   Svenska Mästerskapen i friidrott 1896-2005. Trångsund: Erik Wiger/TextoGraf Förlag. 2006. ISBN 91-631-9065-6, sid 36
2. 1 2   Sverigebästa genom tiderna i friidrott. Trångsund: Bengt Holmberg/TextoGraf Förlag. 2009. ISBN 978-91-977146-3-1, sid 34
3. ↑   Sverigebästa genom tiderna i friidrott. Trångsund: Bengt Holmberg/TextoGraf Förlag. 2009. ISBN 978-91-977146-3-1, sid 70